# Amerikansk alunrod
Amerikansk alunrod (Heuchera americana) er en flerårig, urteagtig plante med en grundstillet bladroset og et endestillet aks med klokkeformede, grønlige, hvide eller rødlige blomster. Der er fremavlet adskillige sorter med afvigende løvfarver, og de er meget brugt i haver og parker.

## Kendetegn
Amerikansk alunrod er en flerårig, urteagtig plante med grundstillede blade. Bladene har tynde stilke, som er lige så lange som eller længere end bladpladen. Bladet er bredt ægformet med 5-9 brede, afrundede lapper og tandet eller rundtakket rand. Oversiden et græsgrøn med spredte hår, mens undersiden er en smule lysere. Høstfarven varierer fra gul over rød til brun. Blomstringen foregår i april-maj med en noget svagere efterblomstring hen over sommeren. Blomsterne sidder samlet i en endestillet klase, som er sammensat af korte forgreninger op langs det hårede, men bladløse skud. De enkelte blomster er regelmæssige, 5-tallige, hængende og klokkeformede med et lysegrønt eller rødligt bæger, der næsten helt dækker kronen. Kronbladene er lysegrønne, hvide eller rødlige. Frugten er en kapsel med mange bittesmå frø.
Rodsystemet består af en kraftig jordstængel og et tætforgrenet og højtliggende filt af finrødder.
Planten (inklusive de blomstrende skud) når op på ca. 50 cm højde og en bredde i bladrosetten på ca. 30 cm.

## Udbredelse
Amerikansk alunrod er naturligt udbredt i Ontario, Canada, og i de østlige og midvestlige stater i USA. Den er knyttet til let skyggede til skyggede voksesteder med en ret tør, veldrænet jord. 
Nationalparken og delstatsparkerne omkring Bluestone National Scenic River følger en 17 km lang strækning af Bluestone River, som flyder gennem et ret uspoleret område af den sydlige del af West Virginia, USA. Stedet har et klima, som er kendetegnet ved kraftige svingninger i temperaturerne, men som har en ret ensartet nedbør i årets løb. Jordbunden betegnes som ret dybmuldet, stærkt til meget kraftigt hældende, veldrænet og stort set basisk med pletter af sur bund. Her vokser arten sammen med bl.a. agurkmagnolia, giftsumak, alm. hanespore, kongebregne, robinie, sandløg, skumblomst, thuja, tretorn, trompetkrone, tulipantræ, amerikansk aralie, amerikansk avnbøg, amerikansk benved, amerikansk blomme, amerikansk blærenød, amerikansk blærespiræa, amerikansk bøg, amerikansk ceanothus, amerikansk ginseng, amerikansk hassel, amerikansk humlebøg, amerikansk kaki, amerikansk knapbusk, amerikansk konval, amerikansk lind, amerikansk nældetræ, amerikansk platan, amerikansk sassafras, amerikansk snabelkalla, blodurt, blomsterkornel, blomsterjøde, blyantene, blå anemone, blå lobelie, bredbladet kalmia, bølgettreblad, canadisk akeleje, canadisk gyldenris, canadisk hasselurt, canadisk judastræ, canadisk kortlæbe, canadisk månefrø, carolinarose, duftsumak, farveskømhedsøje, feberbusk, fliget brøndsel, fliget solhat, flodbredvin, glansbladet hæg, glat duehoved, grå valnød, gul hestekastanje, hanesporetjørn, hjertebladet asters, hvid hickory, hvidask, hvideg, hvidelm, høstsolbrud, håret rørblomst, indianermonarda, kalkunfod, kardinallobelie, klatrevildvin, kløverbusk (flere arter), krybende floks, kæmpesilkeplante, lav fruesko, liden  præriegræs, lyngfloks, nedliggende bjergte, orange silkeplante, plettet storkenæb, præriefodblad, præriehirse, purpurtreblad, Rhododendron maximum (en art af rododendron), rosenbrombær, rævevin, rød hjortetrøst, rød morbær, rødask, rødelm, rødløn, skarlageneg, skovtupelotræ, smalbladet blåøje, snylterod, sommervin, sort valnød, sortbirk, sukkerbirk, sukkerløn, svinehickory, syretræ, tandet asp, tandet el, tandet kvalkved, tobakspibeplante, træagtig hortensia, vejbredstar, vinbrombær, virginsk slangerod, virginsk sneflokketræ,  virginsk troldnød, virginsk ærenpris, weymouthfyr, ægte gudeblomst og østamerikansk hemlock

## Anvendelse
Amerikansk alunrod dyrkes i mange forskellige sorter, hvor den væsentligste forskel er variationer i bladfarve og -form. Mens selve arten ikke bruges under haveforhold, dyrkes disse sorter i både parker og haver.

## Note
1. ↑  James P. Vanderhorst, Brian P. Streets, James Jeuck og Susan C. Gawler: Vegetation Classification and Mapping of Bluestone National Scenic River, West Virginia – vegetationsundersøgelse af den mest grundige slags (engelsk)